# Chermen Valiev
Chermen Valiev (en ruso: Чермен Валиев; 10 de diciembre de 1998) es un deportista albanés de origen osetio que compite en lucha libre.
Participó en los Juegos Olímpicos de París 2024, obteniendo una medalla de bronce en la categoría de 74 kg. Ganó una medalla de oro en el Campeonato Europeo de Lucha de 2025, en la misma categoría.

## Palmarés internacional
| Juegos Olímpicos   | Juegos Olímpicos        | Juegos Olímpicos  | Juegos Olímpicos |
| Año                | Lugar                   | Medalla           | Categoría        |
| ------------------ | ----------------------- | ----------------- | ---------------- |
| 2024               | París (Francia)         | Medalla de bronce | 74 kg            |
| Campeonato Europeo |                         |                   |                  |
| Año                | Lugar                   | Medalla           | Categoría        |
| 2025               | Bratislava (Eslovaquia) | Medalla de oro    | 74 kg            |